# Charles Drouhet
Charles Drouhet (* 1879 in Bârlad; † 1940 in Bukarest) war ein rumänischer Romanist, Französist, Rumänist und Komparatist.

## Leben
Drouhet entstammte einer aus Frankreich eingewanderten Familie. Er studierte in Bukarest und schloss 1903 im Fach Rumänisch ab sowie 1904 im Fach Französisch. Er ging zum Weiterstudium nach Paris und habilitierte sich 1909 an der Sorbonne bei Gustave Lanson mit den Thèses Le poète François Mainard (1583?-1646) Étude critique d'histoire littéraire (Paris, H. Champion, 1910; Genf, Slatkine, 1981) und Tableau chronologique des lettres du poète François Mainard, accompagné de lettres inédites (Paris, H. Champion, 1909; Genf, Slatkine, 1981). Er kehrte nach Bukarest zurück, lehrte dort ab 1910 und war von 1920 bis zu seinem Tod ordentlicher Professor für französische Literatur. Drouhet war Mitglied der Ehrenlegion.

## Werke
- Les manuscrits de Maynard conservés à la bibliothèque de Toulouse. Etude bibliographique, accompagnée de pièces inédits, Paris, H. Champion, 1908.
- Vasile Alecsandri si scriitorii francezi, Bukarest, Cultura Naţională, 1924.
- Dicţionar român-francez, Bukarest, Editura Socec, 1940
- Studii de literatură română și comparată, hrsg. von Silvia Burdea, Bukarest, Editura Eminescu, 1983.